# Derris
Derris es un género de plantas de la familia Fabaceae, conocida por la leguminosa que nos llega de Asia sur-oriental y de las islas Nueva Guinea. Sus raíces contienen rotenona un fuerte insecticida y veneno para los peces. Comprende 224 especies descritas y de estas, solo 86 aceptadas.
También es conocido como polvo Derris, utilizado como insecticida orgánico para controlar los parásitos en las cosechas de guisantes. Sin embargo, algunos estudios revelan su extrema toxicidad. Aun así se vende comercialmente en los Estados Unidos.
Los naturales de Nueva Guinea practican la pesca machacando la raíz y lanzándola al agua donde los peces muertos flotan en la superficie y pueden ser recogidos fácilmente.

## Taxonomía
El género fue descrito por João de Loureiro y publicado en Flora Cochinchinensis 432. 1790. La especie tipo es: Derris trifoliata

## Especies aceptadas
A continuación se brinda un listado de las especies del género Derris aceptadas hasta julio de 2014, ordenadas alfabéticamente. Para cada una se indica el nombre binomial seguido del autor, abreviado según las convenciones y usos.	
| - Derris acuminata - Derris alborubra - Derris albo-rubra - Derris amoena - Derris andamanica - Derris angulata - Derris balansae - Derris benthamii - Derris brevipes - Derris breviramosa - Derris canarensis - Derris caudata - Derris caudatilimba - Derris cavaleriei - Derris cebuensis - Derris confertiflora - Derris cuneifolia - Derris danauensis - Derris denudata - Derris elegans - Derris elliptica - Derris eriocarpa - Derris ferruginea - Derris fordii - Derris glauca - Derris hainanesis - Derris hainesiana | - Derris hancei - Derris harrowiana - Derris hedyosma - Derris henryi - Derris heyneana - Derris hylobia - Derris involuta - Derris kanjilalii - Derris kingdonwardii - Derris koolgibberah - Derris laotica - Derris latifolia - Derris laxiflora - Derris lianoides - Derris lushaiensis - Derris macrocarpa - Derris maingayana - Derris malaccensis - Derris marginata - Derris mariannensis - Derris microphylla - Derris microptera - Derris mindorensis - Derris montana - Derris monticola - Derris multiflora - Derris oblonga - Derris oblongifolia | - Derris oligosperma - Derris ovalifolia - Derris palmifolia - Derris parviflora - Derris philippinensis - Derris polyantha - Derris polyphylla - Derris pseudorobusta - Derris pubipetala - Derris reticulata - Derris robusta - Derris rubrocalyx - Derris rufescens - Derris scabricaulis - Derris scandens - Derris secunda - Derris seorsa - Derris steinbachii - Derris submontana - Derris sylvestris - Derris thorelii - Derris thothathrii - Derris tinghuensis - Derris tonkinensis - Derris trifoliata - Derris truncata - Derris utilis - Derris yappii - Derris yunnanensis - Derris zambalensis |